# Ab Irato, sous l'empire de la colère
Pour plus de détails, voir Fiche technique et Distribution.
Ab Irato, sous l'empire de la colère est un film français réalisé par Dominique Boccarossa et sorti en 2013.

## Fiche technique
- Titre : Ab Irato, sous l'empire de la colère
- Réalisation : Dominique Boccarossa
- Scénario : Dominique Boccarossa, avec la collaboration d'Antoine Lacomblez
- Photographie : Aurélien Devaux
- Costumes : Françoise Arnaud
- Décors : Françoise Arnaud
- Son : Ludovic Elias
- Mixage : Thierry Delor
- Montage : Josie Miljevic
- Musique : Christophe Chevalier et Nicolas Gerber
- Pays d'origine :  France
- Production : Les Films d'ici
- Durée : 102 minutes
- Date de sortie : France - 6 février 2013

## Distribution
- Joël Lefrançois
- Yann Goven
- Agnès Belkadi
- Anthony Coisnard
- Mohamed Bouaoune
- Arthur Beneteau

## Sélection
- Festival de Cannes 2012 (programmation ACID - séance spéciale)[1],[2]